# S.P.A.L.
Società Polisportiva Ars et Labor, zkráceně jen SPAL je italský fotbalový klub hrající v sezóně 2024/25 ve 3. italské fotbalové lize. Klub sídlí ve městě Ferrara v regionu Emilia-Romagna.
Klub byl založen salesiánským knězem v březnu 1907 jako Ars et Labor (umění a dílo).
Fotbalové odvětví bylo založeno v květnu 1910. Zpočátku měl fotbalový klub název Ferrara Foot-Ball Club. Klub se již v sezoně 1920/21 zúčastnil nejvyšší ligy. Strávil v ní pět sezon po sobě. Sestoupil a hrál i třetí ligu. Do nejvyšší ligy se vrátil na sezonu 1951/52 a hrál ji až do 1963/64.
Na konci sezony 2004/05 klub ohlásil bankrot a skončil. Byl založen klub nový - SPAL 1907 a hrají čtvrtou ligu. Ale i tento nový klub byl 13. července 2012 z ekonomických důvodu vyloučen ze Serie D.
Díky starostovi města Ferrara byl 9. srpna 2012 založen amatérský klub Società Sportiva Dilettantistica Real SPAL. Do nejvyšší ligy se vrátil v sezoně 2017/18.
V nejvyšší soutěži klub hrál celkem 24 sezon (prvně 1920/21). Nejlepší umístění je dělené 5. místo v sezoně 1959/60. V Italském poháru je největší úspěch finále v sezoně 1961/62.
Ve druhé lize klub odehrál 26 sezon a vyhrál ji 2×.

## Změny názvu klubu
- 1909/10 – 1918/19 – Ferrara FBC (Ferrara Foot-Ball Club)
- 1919/20 – 1938/39 – SPAL (Società Polisportiva Ars et Labor)
- 1939/40 – 1944/45 – AC Ferrara (Associazione Calcio Ferrara)
- 1945/46 – 2004/05 – SPAL (Società Polisportiva Ars et Labor)
- 2005/06 – 2011/12 – SPAL 1907 (Società Polisportiva Ars et Labor 1907)
- 2012/13 – SSD Real SPAL (Società Sportiva Dilettantistica Real SPAL)
- 2013/14 – 2017/18 – S.P.A.L. 2013 (S.P.A.L. 2013)
- 2018/19 – S.P.A.L. (S.P.A.L.)

## Získané trofeje

### Vyhrané domácí soutěže
- 2. italská liga (2×)

1950/51, 2016/17
- 3. italská liga (5×)

1937/38, 1972/73, 1977/78, 1991/92, 2015/16
- 4. italská liga (1×)

1997/98

#### Medailové umístění
| Medaile umístění | Sezona  |
| ---------------- | ------- |
| Italský pohár    | 1961/62 |

## Účast v ligách
| Úroveň soutěže | Název soutěže (nynější název) | První hraná sezona | Poslední hraná sezona | celkem odehraných sezon |
| -------------- | ----------------------------- | ------------------ | --------------------- | ----------------------- |
| 1              | Serie A                       | 1920/21            | 2019/20               | 24                      |
| 2              | Serie B                       | 1925/26            | 2022/23               | 28                      |
| 3              | Serie C                       | 1929/30            | 2024/25               | 43                      |
| 4              | Serie D                       | 1989/90            | 2013/14               | 7                       |
| 5              | Eccellenza                    | 2012/13            | 2012/13               | 1                       |

Historická tabulka Serie A od sezony 1929/30 do 2023/24.
| Celkové místo | Odehraných sezon | Celkem bodů | Celkem zápasů | Celkem výher | Celkem remíz | Celkem proher | Celkové skore |
| ------------- | ---------------- | ----------- | ------------- | ------------ | ------------ | ------------- | ------------- |
| 24            | 19               | 570         | 658           | 175          | 196          | 287           | 666:913       |

## Fotbalisté

### Historické statistiky
| Počet utkání | Počet utkání      | Počet utkání |  | Počet branek | Počet branek        | Počet branek |
| Pořadí       | Jméno             | Počet        |  | Pořadí       | Jméno               | Počet        |
| 1.           | Giulio Boldrini   | 287          |  | 1.           | Mario Romani        | 129          |
| 2.           | Andrea Pierobon   | 263          |  | 2.           | Aldo Barbieri       | 92           |
| 3.           | Oscar Massei      | 244          |  | 3.           | Franco Pezzato      | 81           |
| 4.           | Franco Pezzato    | 241          |  | 4.           | Emanuele Cancellato | 59           |
| 5.           | Gianfranco Bozzao | 228          |  | 5.           | Oscar Massei        | 52           |

### Rekordní přestupy
| Nákup  | Nákup                 | Nákup     | Nákup    | Nákup         |  | Prodej | Prodej              | Prodej    | Prodej     | Prodej         |
| Pořadí | Jméno                 | sezona    | klub     | částka        |  | Pořadí | Jméno               | sezona    | klub       | částka         |
| 1.     | Andrea Petagna        | 2019/2020 | Atalanta | 12 mil. Euro  |  | 1.     | Andrea Petagna      | 2019/2020 | Neapol     | 16,6 mil. Euro |
| 2.     | Kevin Bonifazi        | 2020/2021 | Turín    | 11 mil. Euro  |  | 2.     | Manuel Lazzari      | 2019/2020 | Lazio      | 15 mil. Euro   |
| 3.     | Jasmin Kurtić         | 2018/2019 | Atalanta | 5,3 mil. Euro |  | 3.     | Mohamed Salim Fares | 2020/2021 | Lazio      | 8 mil. Euro    |
| 4.     | Federico Di Francesco | 2021/2022 | Sassuolo | 4,5 mil. Euro |  | 2.     | Igor                | 2021/2022 | Fiorentina | 7,65 mil. Euro |
| 5.     | Alberto Paloschi      | 2018/2019 | Atalanta | 4 mil. Euro   |  | 3.     | Kevin Bonifazi      | 2000/2001 | Boloňa     | 5,85 mil. Euro |

## Na velkých turnajích

### Účastníci Mistrovství světa
- Thiago Rangel Cionek (MS 2018)
- Alfred Gomis (MS 2018)

### Vítěz Afrického poháru národů
- Mohamed Fares (APN 2019)

### Účastník Afrického poháru národů
- Alfred Gomis (APN 2019)

### Účastník Copa America
- Jaume Cuéllar (CA 2021)

### Účastníci Olympijských her
- Egisto Pandolfini (OH 1948)
- Ottavio Bugatti (OH 1952)
- Alberto Fontanesi (OH 1952)

## Česká stopa

### Trenér
- Walter Alt (1924–1927, 1933–1934)

### Hráč
- David Heidenreich (2021–2022)